# Державна служба України у справах дітей
Державна служба України у справах дітей — центральний орган виконавчої влади, діяльність якого спрямовується і координується Кабінетом Міністрів України через Міністра соціальної політики і який реалізує державну політику у сфері захисту прав дітей, соціальної підтримки сімей з дітьми, оздоровлення та відпочинку дітей, розвитку сімейних форм виховання та усиновлення.
Служба у своїй діяльності керується Конституцією та законами України, указами Президента України, постановами Верховної Ради України, прийнятими відповідно до Конституції та законів України, актами Кабінету Міністрів України, іншими актами законодавства.

## Діяльність Служби
Основними завданнями Служби є:
- реалізація державної політики у сфері захисту прав дітей, в тому числі дітей-сиріт та дітей, позбавлених батьківського піклування, осіб з їх числа, соціальної підтримки сімей з дітьми, оздоровлення та відпочинку дітей, розвитку сімейних форм виховання та усиновлення;
- забезпечення в межах повноважень, визначених законом, проведення моніторингу дотримання місцевими органами виконавчої влади, органами місцевого самоврядування, підприємствами, установами та організаціями незалежно від форми власності, фізичними особами вимог законодавства у сфері захисту прав дітей;
- координація надання соціальної підтримки та соціальних послуг сім'ям з дітьми, дітям, над якими встановлено опіку чи піклування, прийомним сім'ям, сім'ям патронатних вихователів, дитячим будинкам сімейного типу, усиновлювачам;
- координація та методичне забезпечення в межах повноважень, визначених законом, діяльності структурних підрозділів місцевих держадміністрацій, органів місцевого самоврядування, суб'єктів системи надання соціальних послуг, суб'єктів соціальної роботи та інших суб'єктів, що забезпечують надання соціальної підтримки сім'ям з дітьми, в тому числі з питань формування відповідального батьківства, навчання батьків навичкам, необхідним для всебічного розвитку та виховання дітей, розвитку сімейних форм виховання.

## Історія
Службу було створено 29 вересня 2023 року, відповідну постанову схвалив Кабмін України. Серед ключових завдань служби: координація соціальної підтримки та послуг сім'ям із дітьми, назвавним сім'ям, сім'ям патронатних вихователів, дитячим будинкам сімейного типу, усиновлювачам.
«Ми створили орган, який опікуватиметься забезпеченням прав кожної дитини, у тому числі її права на життя в родині, та  якісною роботою установ і органів, відповідальних за піклування про дитину. Україна — не для інтернатів, як справедливо зазначив наш президент. Тому ми посилюємо координацію органів виконавчої влади, місцевого самоврядування, служб у справах дітей з тим, щоб кожна дитина змогла відчути батьківську любов», — наголосила міністерка соцполітики Оксана Жолнович[джерело не вказане 122 дні].

## Керівництво
- Добромільський Петро Петрович — Голова (з 8 березня 2024[6])
- Кравчук Лілія Віталіївна — Заступник Голови
- Лакатош Наталія Михайлівна — Заступник Голови